# 皇室ご一家
『皇室ご一家』（こうしつごいっか）は、1979年4月2日からフジテレビで放送されている皇室関連の情報を取り扱う情報番組である。制作協力は共同テレビ。天皇ならびに皇后を始め、秋篠宮夫妻などを中心に公務や私的な旅行、趣味などを取材し、21世紀を迎えた皇室の今を紹介している。
2008年5月4日放送分から、民放で放送される皇室情報番組では初となるハイビジョン制作へ移行した。

## ナレーション
全員、出演当時フジテレビアナウンサー。
- 担当期間不明：益田由美
- 2002年06月23日 -06月30日、2002年07月14日 -07月21日：武田祐子
- 2002年06月02日、2002年06月16日、2006年06月04日 - 2011年06月26日：木幡美子

| - 2011年07月03日 - 2012年09月30日 2018年01月14日 - 2018年04月01日 |  |  |  | ：梅津弥英子 |

| - 2012年10月07日 - 2014年03月30日 2019年04月07日 - 2019年09月29日 |  |  |  | ：石本沙織 |

- 2014年04月06日 - 2015年03月29日：中村仁美
- 2015年04月05日 - 2018年01月07日：秋元優里
- 2018年04月08日 - 2019年03月31日：竹内友佳
- 2019年10月06日 - 2021年06月27日：藤村さおり
- 2021年07月04日 - 2023年06月04日：堤礼実
- 2023年06月11日 - 現在2024年0000：川野良子[注 1]

## スタッフ
- プロデューサー：板谷泰彦
- ディレクター：三國孝、加藤誠
- 制作協力：共同テレビ
- 制作著作：フジテレビ

## 放送時間
いずれもフジテレビの時間帯とする（出典：）。
| 放送期間   | 放送期間   | 放送時間（日本時間）       | 備考     |
| ---------- | ---------- | -------------------------- | -------- |
| 1979.04.02 | 1980.09.29 | 月曜 11:35 - 11:50（15分） |          |
| 1980.10.04 | 1980.12.27 | 土曜 6:40 - 6:55（15分）   |          |
| 1981.01.10 | 1981.12.26 | 土曜 6:45 - 7:00（15分）   |          |
| 1982.01.09 | 1982.03.27 | 土曜 6:30 - 6:45（15分）   |          |
| 1982.04.03 | 1982.09.25 | 土曜 6:45 - 7:00（15分）   |          |
| 1982.10.02 | 1984.09.29 | 土曜 6:30 - 6:45（15分）   |          |
| 1984.10.06 | 1985.09.28 | 土曜 6:45 - 7:00（15分）   |          |
| 1985.10.05 | 1985.12.28 | 土曜 6:30 - 6:45（15分）   | [ 注 2 ] |
| 1986.01.11 | 1986.09.27 | 土曜 6:45 - 7:00（15分）   |          |
| 1986.10.04 | 1987.03.28 | 土曜 6:30 - 6:45（15分）   |          |
| 1987.04.04 | 1987.09.26 | 土曜 7:00 - 7:15（15分）   |          |
| 1987.10.03 | 1988.12.24 | 土曜 6:30 - 6:45（15分）   | [ 注 3 ] |
| 1989.01.14 | 1989.03.25 | 土曜 6:40 - 6:55（15分）   |          |
| 1989.04.01 | 1997.03.29 | 土曜 6:15 - 6:30（15分）   |          |
| 1997.04.06 | 1998.03.29 | 日曜 6:15 - 6:30（15分）   |          |
| 1998.04.05 | 1999.03.28 | 日曜 6:00 - 6:15（15分）   |          |
| 1999.04.04 | 2003.09.28 | 日曜 6:30 - 6:45（15分）   |          |
| 2003.10.05 | 2005.03.27 | 日曜 6:15 - 6:30（15分）   |          |
| 2005.04.03 | 2011.09.25 | 日曜 5:30 - 5:45（15分）   |          |
| 2011.10.02 | 現在       | 日曜 5:45 - 6:00（15分）   |          |

## ネット局
- フジテレビなど一部ネット局では時刻表示を行っているが、番組送出ではなく各局別の送出となっている。

| 放送対象地域   | 放送局                    | 系列           | 放送日時           | ネット状況 | 備考              |        |
| -------------- | ------------------------- | -------------- | ------------------ | ---------- | ----------------- | ------ |
| 関東広域圏     | フジテレビ（CX）          | フジテレビ系列 | 日曜 5:45 - 6:00   | 制作局     | 制作局            | 制作局 |
| 富山県         | 富山テレビ（BBT）         | フジテレビ系列 | 日曜 5:45 - 6:00   | 同時ネット | [ 注 4 ] [ 注 5 ] |        |
| 近畿広域圏     | 関西テレビ（KTV）         | フジテレビ系列 | 日曜 5:45 - 6:00   | 同時ネット | [ 注 6 ]          |        |
| 青森県         | 青森放送（RAB）           | 日本テレビ系列 | 日曜 17:15 - 17:30 | 遅れネット | [ 注 7 ]          |        |
| 岩手県         | 岩手めんこいテレビ（mit） | フジテレビ系列 | 土曜 5:15 - 5:30   | 遅れネット |                   |        |
| 宮城県         | 仙台放送（OX）            | フジテレビ系列 | 日曜 6:15 - 6:30   | 遅れネット | [ 注 8 ]          |        |
| 山形県         | さくらんぼテレビ（SAY）   | フジテレビ系列 | 日曜 6:15 - 6:30   | 遅れネット | [ 注 9 ]          |        |
| 長野県         | 長野放送（NBS）           | フジテレビ系列 | 日曜 6:15 - 6:30   | 遅れネット |                   |        |
| 岡山県・香川県 | 岡山放送（OHK）           | フジテレビ系列 | 日曜 5:30 - 5:45   | 遅れネット | [ 注 8 ]          |        |

### 過去のネット局
- 山形テレビ（YTS・山形県、現在はテレビ朝日系列、土曜 8:00 - 8:15（1987年頃））
- 福島テレビ（FTV・福島県、土曜 7:45 - 8:00（放送時期不明））
- 新潟総合テレビ（NST・新潟県、日曜 6:15 - 6:30（放送時期不明））

## その他の事項
日本テレビ系列の青森放送や四国放送でも放送されていた（両局とも毎日放送の『皇室アルバム』をネットしていた時期があった）が、青森放送では2020年10月より放送を再開した。